# Cobie Sikkens

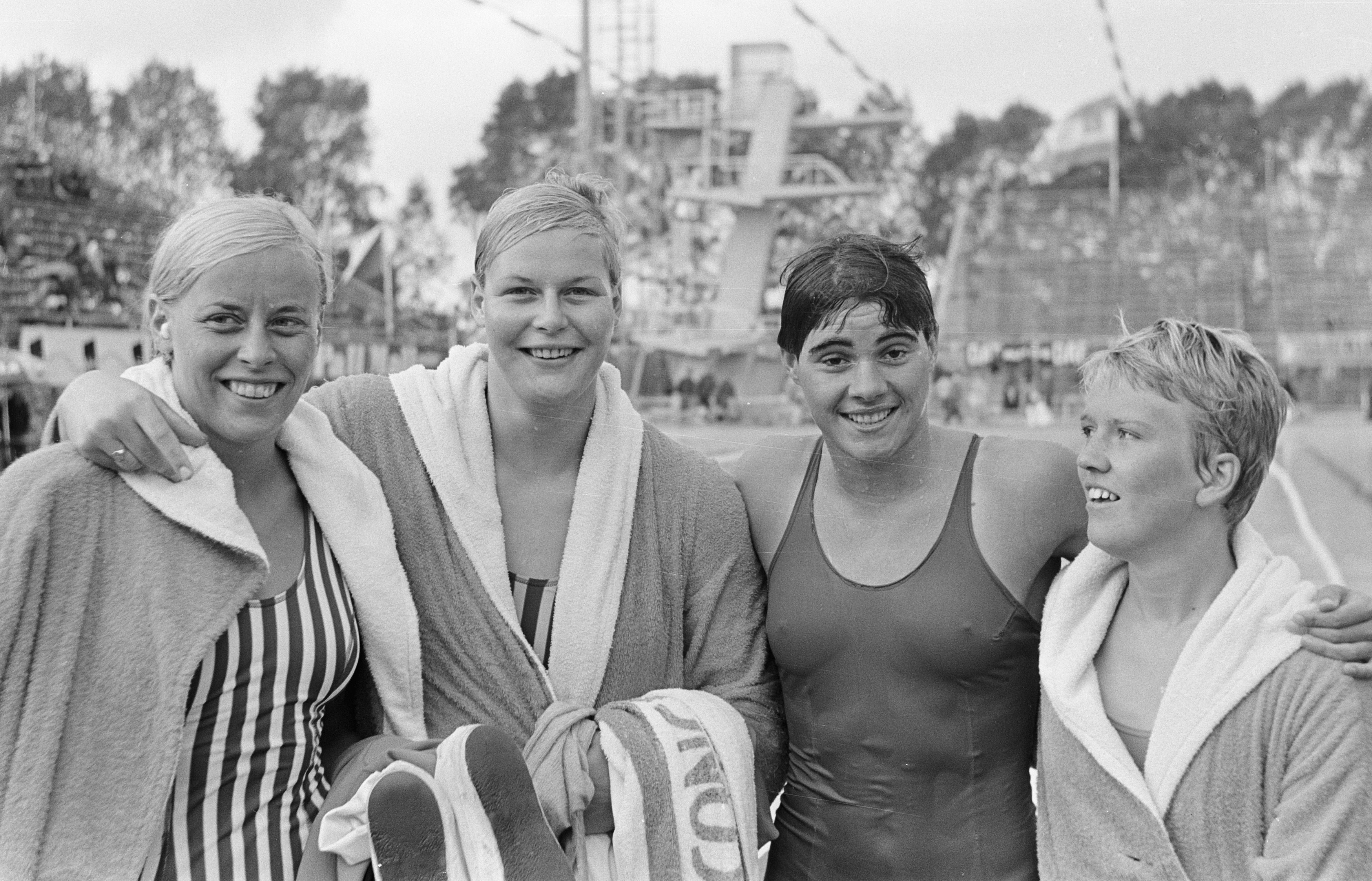
Sikkens, uiterst rechts, als lid van de estafetteploeg in 1966 met Gretta en Ada Kok en Toos Beumer

Jacoba Catharina (Coby) Sikkens (Groningen, 11 mei 1946) is een voormalig Nederlands zwemster. Ze maakte in de jaren zestig deel uit van de nationale en internationale zwemtop op de rugslag. Ze zwom in clubverband voor de zwemclub GZ&PC (Groninger Zwem & Polo Club).
Bij het Europese kampioenschappen van 1966 in Utrecht behaalde ze als lid van de estafetteploeg op de 4x100 meter wisselslag de gouden medaille. In 1968 nam ze deel aan de Olympische Spelen in Mexico-Stad. Zowel op de 100 meter als de 200 meter rugslag bleef ze steken in de series.